# 馬克韋斯特 (加利福尼亞州)
馬克韋斯特（英語：Mark West）是位於美國加利福尼亞州索諾馬縣的一個非建制地區。該地的面積和人口皆未知。

## 地理
馬克韋斯特的座標為38°30′34″N 122°46′56″W / 38.50944°N 122.78222°W，而該地的平均海拔高度為128米（即420英尺）。